# Oxyura
Oxyura is een geslacht van vogels uit de familie eenden, ganzen en zwanen (Anatidae). Het geslacht telt zes soorten.

## Soorten
| Image | Wetenschappelijke naam | Nederlandse naam          | Verspreiding                                          |
| ----- | ---------------------- | ------------------------- | ----------------------------------------------------- |
|       | O. australis           | Australische stekelstaart | Australië                                             |
|       | O. ferruginea          | Andesstekelstaart         | Colombia                                              |
|       | O. jamaicensis         | Rosse stekelstaart        | Noord- en Midden-Amerika                              |
|       | O. leucocephala        | Witkopeend                | Spanje, noordelijk Afrika, westelijk en centraal Azië |
|       | O. maccoa              | Afrikaanse stekelstaart   | Afrika                                                |
|       | O. vittata             | Argentijnse stekelstaart  | zuidelijk deel van Zuid-Amerika                       |